# Martin Pawera
Martin Pawera (* 3. listopadu 1952 Polička) je český akademický malíř.

## Život
Mládí prožil ve Frýdku-Místku, od počátku 90. let žije v Havířově. V letech 1975 až 1981 vystudoval Akademii výtvarných umění v Praze v ateliéru profesora Karla Součka. Učil na Pedagogické fakultě a SUŠ v Ostravě, v současnosti[kdy?] vyučuje na ZUŠ Bohuslava Martinů v Havířově. Od roku 2000 organizuje sochařská sympozia Lípa Havířov.
Věnuje se figurálním námětům. Má za sebou na 140 samostatných výstav v ČR i v zahraničí.[kdy?] Skupinových výstav obeslal zhruba 180. Jeho díla jsou zastoupena ve sbírkách v Polsku, Francii, USA, Kanadě, SRN, Itálii, Slovinsku, Španělsku či Anglii, v tuzemsku pak ve sbírkách Národní galerie v Praze nebo Ministerstva kultury ČR.
Je členem Unie výtvarných umělců a výtvarného spolku Nová věc.
V roce 1982 získal za diplomovou práci U nás cenu Svazu výtvarných umělců. V roce 1999 ho radnice v Havířově zvolila pedagogickou osobností roku, v roce 2002 se stal osobností kultury města Havířova.